# Fred Børre Lundberg
Fred Børre Lundberg (ur. 25 grudnia 1969 w Hammerfest) – norweski kombinator norweski, czterokrotny medalista olimpijski, sześciokrotny medalista mistrzostw świata, złoty medalista mistrzostw świata juniorów oraz zdobywca Pucharu Świata w kombinacji norweskiej.

## Kariera
Po raz pierwszy na arenie międzynarodowej Fred Børre Lundberg pojawił się w marcu 1989 roku podczas mistrzostw świata juniorów w Vang, gdzie wspólnie z kolegami wywalczył złoty medal w zawodach drużynowych. Wtedy też Norweg zadebiutował w Pucharze Świata, zajmując 13 marca w Oslo 35. miejsce w zawodach metodą Gundersena. Był to jego jedyny start pucharowy w sezonie 1988/1989 więc nie został uwzględniony w klasyfikacji generalnej.
Przełom w jego karierze nastąpił w sezonie 1989/1990. Już w pierwszym starcie cyklu Lundberg nie tylko zdobył pierwsze pucharowe punkty, ale od razu stanął na podium zajmując 19 stycznia 1990 roku w austriackim Murau drugie miejsce w Gundersenie. W swoim kolejnym występie, 10 lutego 1990 roku w Leningradzie był już najlepszy. Na podium stanął także 9 marca 1990 roku w szwedzkim Örnsköldsvik, gdzie ponownie był drugi. W klasyfikacji generalnej pozwoliło mu to na zajęcie czwartego miejsca. Najlepsze wyniki w Pucharze Świata Fred osiągnął jednak w sezonie 1990/1991, kiedy w sześciu z ośmiu konkursów cyklu stawał na podium. Zwyciężył dwukrotnie: 15 grudnia 1990 roku w Trondheim oraz 5 stycznia 1991 roku w niemieckim Schonach. Wyniki te pozwoliły mu na triumf w klasyfikacji generalnej, w której wyprzedził kolejno Austriaka Klausa Sulzenbachera i swego rodaka Tronda Einara Eldena. W lutym 1991 roku Lundberg wystartował na mistrzostwach świata w Val di Fiemme, gdzie w zawodach indywidualnych zwyciężył z przewagą ponad minuty nad drugim w konkursie Sulzenbacherem. W zawodach drużynowych Norwegowie z Lundbergiem w składzie wypadli przeciętnie, zajmując ostatecznie piątą pozycję.
Najważniejszym punktem sezonu 1991/1992 były igrzyska olimpijskie w Albertville w 1992 roku. W konkursie drużynowym Norwegowie w składzie Knut Tore Apeland, Fred Børre Lundberg i Trond Einar Elden po skokach zajmowali dopiero szóste miejsce, co przełożyło się na stratę ponad 6 minut do prowadzących Japończyków. Na trasie biegu Norwegowie byli jednak najlepsi, dzięki czemu awansowali aż na drugie miejsce, na mecie tracąc do reprezentantów Japonii niecałe półtorej minuty. W konkursie indywidualnym Fred po skokach był dziewiąty i do biegu przystąpił ze stratą około 1:50 min. Na mecie stawił się jako czwarty, przegrywając walkę o brązowy medal z Klausem Sulzenbacherem o 20 sekund. W rywalizacji pucharowej Norweg czterokrotnie stawał na podium, za każdym razem na jego drugim stopniu. We wszystkich startach plasował się w czołowej szóstce, dzięki czemu w klasyfikacji generalnej wyprzedzili go tylko Francuz Fabrice Guy i Klaus Sulzenbacher. Dobrą passę kontynuował w sezonie 1992/1993, który ukończył na drugim miejscu za Japończykiem Kenjim Ogiwarą. Trzykrotnie stawał na podium, w tym 8 stycznia 1993 roku w Schonach zwyciężył. Na mistrzostwach świata w Falun w 1993 roku wraz z Eldenem i Apelandem zdobył srebrny medal w sztafecie.
Podczas igrzysk olimpijskich w Lillehammer w 1994 roku Lundberg sięgnął indywidualnie po złoty medal olimpijski. Skoki na odległość 92,0 i 92,5 m dały mu prowadzenie, którego nie oddał już na trasie biegu. Na mecie zameldował się ponad minutę przed drugim Takanorim Kōno i innym z Norwegów Bjarte Engenem Vikiem. W rywalizacji drużynowej wspólnie z Vikiem i Apelandem wywalczył srebrny medal. Na drugiej pozycji Norwegowie znaleźli się już po skokach, jednak do prowadzących Japończyków tracili ponad 5 minut. W biegu odrobili tylko 18 sekund i tyle samo zyskali nad trzecimi na mecie Szwajcarami. W sezonie 1993/1994 Pucharu Świata Lundberg był trzeci w klasyfikacji generalnej, za Ogiwarą i Kōno. Czterokrotnie stawał na podium: 4 grudnia 1993 roku w Saalfelden am Steinernen Meer i 15 stycznia 1994 roku w Oslo był drugi, a 4 marca w Vuokatti i 12 marca 1994 roku w Sapporo zwyciężał w Gundersenie. W sezonie 1994/1995 czterokrotnie stawał na podium odnosząc dwa zwycięstwa: 10 grudnia 1994 roku w Štrbskim Plesie i 7 stycznia 1995 roku w Schonach. Trzykrotnie jednak nie zmieścił się w czołowej dziesiątce i w efekcie zajął szóste miejsce w klasyfikacji generalnej. Na mistrzostwach świata w Thunder Bay w 1995 roku po raz drugi w swojej karierze został indywidualnym mistrzem świata. Drugi na mecie Fin Jari Mantila stracił do niego pół minuty, a trzeci Sylvain Guillaume z Francji blisko 40 sekund. W sztafecie wraz z Halldorem Skardem, Bjarte Engenem Vikiem i Knutem Tore Apelandem wywalczył srebrny medal. Po raz kolejny Norwegowie musieli uznać wyższość Japończyków.
Ostatnie zwycięstwo w zawodach pucharowych Fred Børre Lundberg odniósł 6 stycznia 1996 roku w Schonach. W sezonie 1995/1996 jeszcze tylko raz stanął na podium - 19 grudnia 1995 roku we włoskim Val di Fiemme był trzeci w Gundersenie. W trzynastu konkursach tego cyklu Norweg pięciokrotnie znalazł się w czołowej dziesiątce i w klasyfikacji generalnej zajął siódmą pozycję. Sezon 1996/1997 był najgorszym w całej karierze Lundberga. W zawodach pucharowych pojawił się siedmiokrotnie, tylko dwa razy znalazł się w pierwszej dziesiątce. Ani razu nie stanął na podium, jego najlepszym wynikiem było siódme miejsce 11 stycznia 1997 roku w Saalfelden am Steinernen Meer. Słabsza forma znalazła przełożenie w indywidualnym wyniku na mistrzostwach świata w Trondheim w 1997 roku, gdzie zajął dopiero 22. pozycję. Mimo to był członkiem norweskiej sztafety, która zdobyła złoty medal. Norwegowie wyprzedzili drugich na mecie Finów o 55 sekund.
Igrzyska olimpijskie w Nagano w 1998 roku przyniosły mu kolejne trofeum. Razem z Halldorem Skardem, Kennethem Braatenem i Bjarte Engenem Vikiem zdobył drużynowo złoty medal. Po skokach Norwegowie znaleźli się na trzeciej pozycji, tracąc do prowadzących Finów osiem sekund, a do drugich Austriaków 4 sekundy. W biegu reprezentacja Norwegii należała do najszybszych na trasie, dzięki czemu na mecie stawili się jako pierwsi, z przewagą ponad minuty nad Finami o ponad półtorej minuty nad Francuzami, którzy zdobyli brązowe medale. Indywidualnie Lundberg był szesnasty, chociaż po skokach zajmował dopiero 22. pozycję. W sezonie 1997/1998 trzykrotnie stawał na podium, za każdym razem na trzecim miejscu. Wtedy też, 10 marca 1998 roku w Falun, gdzie był trzeci, po raz ostatni stanął na pucharowym podium. W Pucharze Świata startował jeszcze w sezonach 1998/1999 i 1999/2000, ale nie odniósł już sukcesów. Ostatnią dużą imprezą, na której wystąpił były mistrzostwa świata w Ramsau w 1999 roku. Indywidualnie zajął tam 16. miejsce w sprincie, a w Gundersenie był dwunasty. Ponadto w sztafecie wraz z Eldenem, Vikiem i Braatenem zdobył srebrny medal. W walce o złoto lepsi okazali się Finowie, którzy zwyciężyli z przewagą ponad minuty. Ostatni oficjalny występ zaliczył 17 marca 2000 roku w Santa Caterina, gdzie zajął 23. miejsce w Gundersenie. Łącznie w ciągu kariery 29 razy stawał na podium, przy czym 9 razy zwyciężał. W 2000 roku zakończył karierę.
W 1998 roku Lundberg otrzymał Medal Holmenkollen wspólnie z biegaczami narciarskimi: Łarisą Łazutiną i Aleksiejem Prokurorowem z Rosji oraz Harrim Kirvesniemim z Finlandii.
Obecnie mieszka w Oslo. Jego partnerką życiową jest norweska biegaczka narciarska Marit Bjørgen.

## Osiągnięcia

### Igrzyska Olimpijskie
| Miejsce | Dzień     | Rok  | Miejscowość | Konkurencja             | Wynik zwycięzcy | Strata  | Zwycięzca        |
| ------- | --------- | ---- | ----------- | ----------------------- | --------------- | ------- | ---------------- |
| 4.      | 12 lutego | 1992 | Albertville | Gundersen K-90/15 km    | 44:28,1         | +1:26,7 | Fabrice Guy      |
| 2.      | 24 lutego | 1992 | Albertville | Sztafeta K-90/3 × 10 km | 1:23:36,6       | +1:26,4 | Japonia          |
| 1.      | 19 lutego | 1994 | Lillehammer | Gundersen K-90/15 km    | 39:07,9         | -       | -                |
| 2.      | 24 lutego | 1994 | Lillehammer | Sztafeta K-90/3 × 10 km | 1:22:51,8       | +4:49,1 | Japonia          |
| 16.     | 14 lutego | 1998 | Nagano      | Gundersen K-90/15 km    | 41:21,1         | +3:11,2 | Bjarte Engen Vik |
| 1.      | 20 lutego | 1998 | Nagano      | Sztafeta K-90/4 × 5 km  | 54:11,5         | -       | -                |

### Mistrzostwa świata
| Miejsce | Dzień     | Rok  | Miejscowość   | Konkurencja             | Wynik zwycięzcy | Strata  | Zwycięzca        |
| ------- | --------- | ---- | ------------- | ----------------------- | --------------- | ------- | ---------------- |
| 1.      | 7 lutego  | 1991 | Val di Fiemme | Gundersen K-90/15 km    | 41:00,6         | -       | -                |
| 5.      | 8 lutego  | 1991 | Val di Fiemme | Sztafeta K-90/3 × 10 km | 1:21:22,5       | +2:23,1 | Austria          |
| 2.      | 19 lutego | 1993 | Falun         | Sztafeta K-90/3 × 10 km | 1:19:25,7       | +3:46,3 | Japonia          |
| 1.      | 22 lutego | 1995 | Thunder Bay   | Gundersen K-90/15 km    | 41:16,9         | -       | -                |
| 2.      | 10 marca  | 1995 | Thunder Bay   | Sztafeta K-90/4 × 5 km  | 56:20,2         | +1:54,6 | Japonia          |
| 22.     | 22 lutego | 1997 | Trondheim     | Gundersen K-90/15 km    | 43:43,1         | +4:53,4 | Kenji Ogiwara    |
| 1.      | 23 lutego | 1997 | Trondheim     | Sztafeta K-90/4 × 5 km  | 52:18,0         | -       | -                |
| 12.     | 20 lutego | 1999 | Ramsau        | Gundersen K-90/15 km    | 37:04,8         | +3:37,7 | Bjarte Engen Vik |
| 2.      | 25 lutego | 1999 | Ramsau        | Sztafeta K-90/4 × 5 km  | 49:34,2         | +1:14,7 | Finlandia        |
| 16.     | 27 lutego | 1999 | Ramsau        | Sprint K-90/7,5 km      | 17:48,4         | +1:26,4 | Bjarte Engen Vik |

### Mistrzostwa świata juniorów
| Miejsce | Dzień    | Rok  | Miejscowość | Konkurencja             | Wynik zwycięzcy | Strata | Zwycięzca |
| ------- | -------- | ---- | ----------- | ----------------------- | --------------- | ------ | --------- |
| 1.      | 18 marca | 1989 | Vang        | Sztafeta K-90/3 × 10 km | ?               | -      | -         |

### Puchar Świata

#### Miejsca w klasyfikacji generalnej
- sezon 1989/1990: 4.
- sezon 1990/1991: 1.
- sezon 1991/1992: 3.
- sezon 1992/1993: 2.
- sezon 1993/1994: 3.
- sezon 1994/1995: 6.
- sezon 1995/1996: 7.
- sezon 1996/1997: 23.
- sezon 1997/1998: 7.
- sezon 1998/1999: 9.
- sezon 1999/2000: 22.

#### Miejsca na podium chronologicznie
| Nr  | Data              | Miejscowość                   | Konkurencja          | Pozycja | Zwycięzca          |
| --- | ----------------- | ----------------------------- | -------------------- | ------- | ------------------ |
| 1.  | 19 stycznia 1990  | Murau                         | Gundersen K90/15 km  | 2.      | Klaus Sulzenbacher |
| 2.  | 10 lutego 1990    | Leningrad                     | Gundersen K90/15 km  | 1.      | -                  |
| 3.  | 9 marca 1990      | Örnsköldsvik                  | Gundersen K90/15 km  | 2.      | Klaus Sulzenbacher |
| 4.  | 15 grudnia 1990   | Trondheim                     | Gundersen K90/15 km  | 1.      | -                  |
| 5.  | 29 grudnia 1990   | Oberwiesenthal                | Gundersen K90/15 km  | 2.      | Klaus Sulzenbacher |
| 6.  | 5 stycznia 1991   | Schonach                      | Gundersen K90/15 km  | 1.      | -                  |
| 7.  | 12 stycznia 1991  | Bad Goisern                   | Gundersen K90/15 km  | 3.      | Klaus Sulzenbacher |
| 8.  | 2 marca 1991      | Schonach                      | Gundersen K90/15 km  | 3.      | Trond Einar Elden  |
| 9.  | 15 marca 1991     | Oslo                          | Gundersen K115/15 km | 2.      | Trond Einar Elden  |
| 10. | 14 grudnia 1991   | Štrbské Pleso                 | Gundersen K90/15 km  | 2.      | Fabrice Guy        |
| 11. | 4 stycznia 1992   | Schonach                      | Gundersen K90/15 km  | 2.      | Fabrice Guy        |
| 12. | 11 stycznia 1992  | Breitenwang                   | Gundersen K90/15 km  | 2.      | Klaus Sulzenbacher |
| 13. | 13 marca 1992     | Oslo                          | Gundersen K115/15 km | 2.      | Fabrice Guy        |
| 14. | 8 stycznia 1993   | Schonach                      | Gundersen K90/15 km  | 1.      | -                  |
| 15. | 5 marca 1993      | Lahti                         | Gundersen K90/15 km  | 2.      | Kenji Ogiwara      |
| 16. | 20 marca 1993     | Štrbské Pleso                 | Gundersen K90/15 km  | 3.      | Kenji Ogiwara      |
| 17. | 4 grudnia 1993    | Saalfelden am Steinernen Meer | Gundersen K90/15 km  | 2.      | Kenji Ogiwara      |
| 18. | 15 stycznia 1994  | Oslo                          | Gundersen K115/15 km | 2.      | Mario Stecher      |
| 19. | 4 marca 1994      | Vuokatti                      | Gundersen K90/15 km  | 1.      | -                  |
| 20. | 12 marca 1994     | Sapporo                       | Gundersen K90/15 km  | 1.      | -                  |
| 21. | 29 listopada 1994 | Steamboat Springs             | Gundersen K120/15 km | 3.      | Knut Tore Apeland  |
| 22. | 10 grudnia 1994   | Štrbské Pleso                 | Gundersen K88/15 km  | 1.      | -                  |
| 23. | 7 stycznia 1995   | Schonach                      | Gundersen K90/15 km  | 1.      | -                  |
| 24. | 10 stycznia 1995  | Val di Fiemme                 | Gundersen K120/15 km | 2.      | Kenji Ogiwara      |
| 25. | 19 grudnia 1995   | Val di Fiemme                 | Gundersen K120/15 km | 3.      | Jari Mantila       |
| 26. | 6 stycznia 1996   | Schonach                      | Gundersen K90/15 km  | 1.      | -                  |
| 27. | 28 lutego 1998    | Sapporo                       | Gundersen K90/15 km  | 3.      | Bjarte Engen Vik   |
| 28. | 7 marca 1998      | Lahti                         | Gundersen K90/15 km  | 3.      | Bjarte Engen Vik   |
| 29. | 10 marca 1998     | Falun                         | Sprint K90/7.5 km    | 3.      | Mario Stecher      |